# Слободенко Олег Анатолійович
Оле́г Анато́лійович Слободе́нко (нар. 20 грудня 1949) — український співак, музикант, композитор, народний артист України (2011). Почесний доктор наук Хмельницького національного університету.

## Життєпис
Олег Слободенко народився 20 грудня 1949 року.
В юному віці розпочав кар'єру як гітарист легендарного гурту «Друге дихання», створеного у червні 1966 року разом з ровесниками Сергієм Чаришниковим (барабани), Михайлом Ніколаєвим (бас-гітара) і Володимиром Ткаличем (гітара).
Виконували не лише кавери на пісні «Бітлз» та «Холіз», обробки народних пісень, але й створювали власні пісні. На київському фестивалі біг-біту (жовтень 1967 року) гурт посів перше місце. 1968 року гурт перейшов до Укрконцерту вже під назвою «Веселі шпаки», але проіснував недовго.
Навесні 1969 року Олег Слободенко і Сергій Чаришников разом Юрієм Виноградовим (вокал, клавішні), Григорієм Махно (бас-гітара) та Олександром Кузнєцовим (гітара), створили професійний гурт (ВІА) «Граймо». Олег Слободенко став художнім керівником гурту. Гурт виступав разом з Юлією Пашковською і супроводжував її в програмах популярного на той час гумористичного дуету Штепселя і Тарапуньки. Гурт знімався в їхніх фільмах, виступав у популярних передачах «Блакитний вогник».
Після припинення існування гурту «Граймо» 1986 року Олег Слободенко працював коментатором Держтелерадіо, а згодом став відомим естрадним композитором, пісні якого співали Софія Ротару, Василь Зінкевич, Алла Кудлай, Лілія Сандулеса,  Володимир Удовиченко, гурт «Краяни», Лев Лещенко, Тамара Гвердцителі, Катя Семенова, Йон Суручану.
Виступав також як співак з своїми сольними програмами.
Написав книгу про творчу діяльність артистів розмовного жанру Юхима Бєрєзіна та Юрія Тимошенка.

## Пісні
- Біла свічка (слова С. Галябарди) — А. Кудлай
- Казино у Василя (слова М. Войнаренка) — «Світязь»
- Магнолія (слова Галини Дишиневич) — О. Слободенко[5]
- Мови чарівний голос (слова С. Галябарди) — О. Слободенко
- Молоді літа (слова В. Герасимова) — гурт «Краяни»; ВІА «Беркут»
- На перехресті доріг — Крізь літа (слова В. Герасимова) — В. Зінкевич; ВІА «Беркут»
- Не поверну човен (слова С. Галябарди) — А. Кудлай
- Солодка омана (слова Галини Дишиневич) — В. Зінкевич[6]
- Сломанная ветка (слова Галини Дышиневич) — О.Слободенко
- Дорогая  (слова Галини  Дишиневич) — О.Слободенко
- Цветы из папье-маше (слова Галини  Дишиневич) — К. Семенова, С. Ротару
- Дикая роза[7](слова Галини  Дишиневич) — О.Слободенко